# Amole Gupte
Amole Gupte (Mumbai, 1962) è un attore, sceneggiatore e regista indiano.

## Biografia
Gupte è noto per aver lavorato come direttore creativo e sceneggiatore nel film di Bollywood del 2007 Stelle sulla terra (Taare Zameen Par). Ha ideato il film insieme a sua moglie, Deepa Bhatia.

## Filmografia

### Attore
- Holi, regia di Ketan Mehta (1985)
- Mirch Masala, regia di Ketan Mehta (1986)
- Kaafila, regia di Sudhanshu Hakku (1990)
- Jo Jeeta Wohi Sikandar, regia di Mansoor Khan (1992)
- Kaminey, regia di Vishal Bhardwaj (2009)
- Phas Gaye Re Obama, regia di Subhash Kapoor (2010)
- Urumi, regia di Santosh Sivan (2011)
- Bheja Fry 2, regia di Sagar Ballary (2011)
- Singham Returns, regia di Rohit Shetty (2014)
- Ek Tara, regia di Avadhoot Gupte (2015)
- Karma Café, regia di Kabeer Khurana - cortometraggio (2019)
- Mumbai Saga, regia di Sanjay Gupta (2021)

### Attore, sceneggiatore e regista
- Stanley Ka Dabba (2011)

### Sceneggiatore
- Panga Naa Lo, regia di Rajan Kothari (2007)
- Stelle sulla terra (Taare Zameen Par), regia di Aamir Khan (2007)

### Sceneggiatore e regista
- Hawaa Hawaai (2014)
- Sniff!!! (2017)